# Platges de Las Imeas i Los Cantones
Les Platges de Las Imeas i Los Cantones són diverses cales consecutives de forma corba amb una longitud cadascuna d'uns 25 m i una amplària mitjana entorn dels deu m que estan situades en l'occident del Principat d'Astúries (Espanya), en el concejo de Valdés que pertanyen a la vila de Busto.

## Descripció
Té una perillositat mitjana i el seu entorn és totalment verge podent-se accedir a ella per diversos camins per als vianants d'una longitud inferior a un km. El seu jaç és de sorres torrades gruixudes i palets i una ocupació molt baixa.
Per accedir a aquestes cales cal abandonar la n-634 en direcció a Querúas i arribar a la localitat de Busto seguint la carretera sense agafar cap desviació per arribar a un lloc que té una línia d'arbres els quals separen els prats d'un camí de terra. En aquest moment cal deixar el cotxe per seguir a vaig piular per una pista que es dirigeix a l'est de la Platja de Cueva. Una mica més avanci hi ha un camí descendent pel qual arribarem a les dues cales. Prenent la zona ribereña del riu Esla es troba una zona coneguda com «La pocha».
Com a activitats recomanades, solament ha de fer-se, i amb prudència, la pesca recreativa a canya. S'aconsella que per recórrer el camí fins als penya-segats de la platja i accedir a ella es vagi proveït de pantalons llargs i dur per evitar les burxades de les nombrosos arços i tojos que estan gairebé tancant el camí.